# Nyetnops guarani
Nyetnops guarani là một loài nhện trong họ Caponiidae.
Loài này thuộc chi Nyetnops. Nyetnops guarani được Norman I miêu tả năm 2007. Platnick &.